# Alekseï Popogrebski
Alekseï Petrovitch Popogrebski (Алексе́й Петро́вич Попогре́бский), né le 7 août 1972, est un réalisateur et scénariste russe. Son film Comment j'ai passé cet été a été proposé pour l'Ours d'or du meilleur film de la Berlinale 2010.

## Biographie
Alekseï Popogrebski est le président du jury du festival Kinotavr 2018.
Alekseï Popogrebski est, depuis 2017, coprésident, avec Andreï Prochkine de l'Union des cinéastes et des organisations et associations cinématographiques professionnelles de Russie, plus connue sous l'appellation KinoSoyouz.

## Filmographie
- 2003 : Koktebel (Коктебель), co-réalisé avec Boris Khlebnikov
- 2007 : Les Choses simples (Простые вещи, Prostye veshchi)
- 2007 : Chronique judiciaire (Судебная колонка)
- 2010 : Comment j'ai passé cet été (Как я провёл этим летом, Kak ja prowjol etim letom)
- 2011 : Expérience cinq (ru) (série télévisée, épisode Bloodrop)
- 2017 : Optimistes (ru) (Оптимисты) (série télévisée, 13 épisodes)
- 2021 : Optimistes : Saison des Caraïbes (Оптимисты. Карибский сезон) (série télévisée, 8 épisodes)
- 2024 : La Plus Grande Lune (ru) (Самая большая луна)

## Distinctions

### Récompenses
- Festival international du film d'Arras 2010
  - Comment j'ai passé cet été - Prix du Syndicat français de la critique de cinéma
- Berlinale 2010
  - Comment j'ai passé cet été - Ours d'argent du meilleur acteur ex æquo pour les deux interprètes Grigori Dobryguine et Sergueï Puskepalis
- Festival international du film de Dublin 2011 :
  - Comment j'ai passé cet été - Meilleur réalisateur
- 24e cérémonie des Nika : meilleur réalisateur pour Comment j'ai passé cet été.
- 16e cérémonie des Aigles d'or : Aigle d'or de la meilleure série télévisée pour Optimistes.

### Sélection
- Berlinale 2010
  - Comment j'ai passé cet été a été proposé pour l'Ours d'or du meilleur film